# 7305 Ossakajusto
7305 Ossakajusto este un asteroid din centura principală de asteroizi.

## Descriere
7305 Ossakajusto este un asteroid din centura principală de asteroizi. A fost descoperit pe 8 februarie 1994 la Kitami de Kin Endate și Kazuro Watanabe. Asteroidul prezintă o orbită caracterizată de o semiaxă mare de 2,74 ua, o excentricitate de 0,23 și o înclinație de 14,5° în raport cu ecliptica.